# Условие в SQL-запросе
В системе управления реляционными базами данных условия (conditions) используются в разделах WHERE и HAVING операторов Select, Update, Delete, чтобы ограничить подмножество значений, с которыми они работают.

## Примеры
Чтобы получить одну запись из таблицы tab с первичным ключом по колонке id, равному 100, используется условие id = 100
```
SELECT * FROM tab WHERE id = 100
```

чтобы отобрать дублирующиеся записи из таблицы tab, у которой колонка dk имеет дублирующиеся записи со значением 100 — используйте условие dk = 100 и дополнительное условие having count(*) > 1
```
SELECT * FROM tab WHERE dk = 100 HAVING count(*) > 1
```